# De Mok (Texel)
Mokbaai of Mok is een baai in het zuiden van het Nederlandse waddeneiland Texel, tussen de De Hors en 't Horntje. Het is het restant van een vroegere waterweg, het Spanjaardsgat, die in de 18e eeuw verzand is.
De baai bestaat nu voor een groot deel uit kwelders en valt bij eb bijna volledig droog. Het is dan een belangrijk foerageergebied voor watervogels. Rond de baai liggen verschillende vogelreservaten, zoals de Geul, de Petten en 't Stoar, die deel uitmaken van het natuurgebied Nationaal Park Duinen van Texel.
In de eerste helft van de 20e eeuw was de baai in gebruik als marinevliegkamp voor watervliegtuigen van de Marineluchtvaartdienst. Tegenwoordig ligt aan de Mokbaai nog de Joost Dourleinkazerne van het Korps Mariniers. De baai en kazerne zijn in gebruik als amfibisch oefenkamp.
Rond de Mokbaai liggen twee wegen, de Mokweg aan de west- en zuidkant en de Molwerk aan de noordkant. Op de Stuifdijk is een kleine vogeluitkijkpost.
De Moksloot, eind 19e eeuw gegraven om de westelijke duinvalleien te ontwateren en geschikt te maken voor weiland, stroomt in de baai uit. In 1956 is de hele Moksloot afgedamd om het water vast te houden voor de drinkwaterwinning. Nadat de waterwinning stopte is in 1993 de Moksloot weer open gemaakt tot aan de Mokbaai, waarmee de situatie uit de tijd van de vroegere duinbeek Aalloop min of meer is hersteld.

## Afbeeldingen

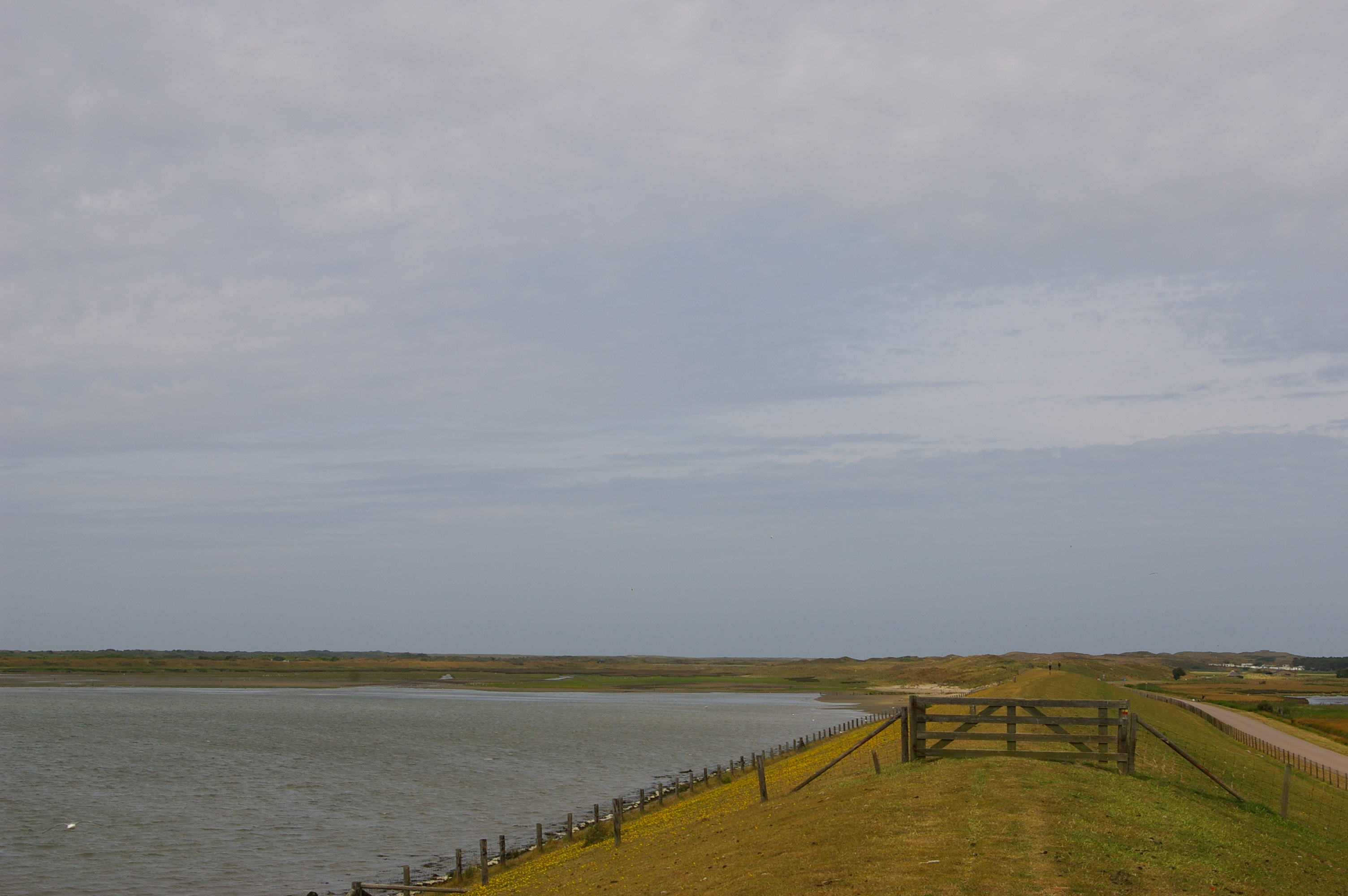
Natuurreservaat de Mok in het zuiden van Texel
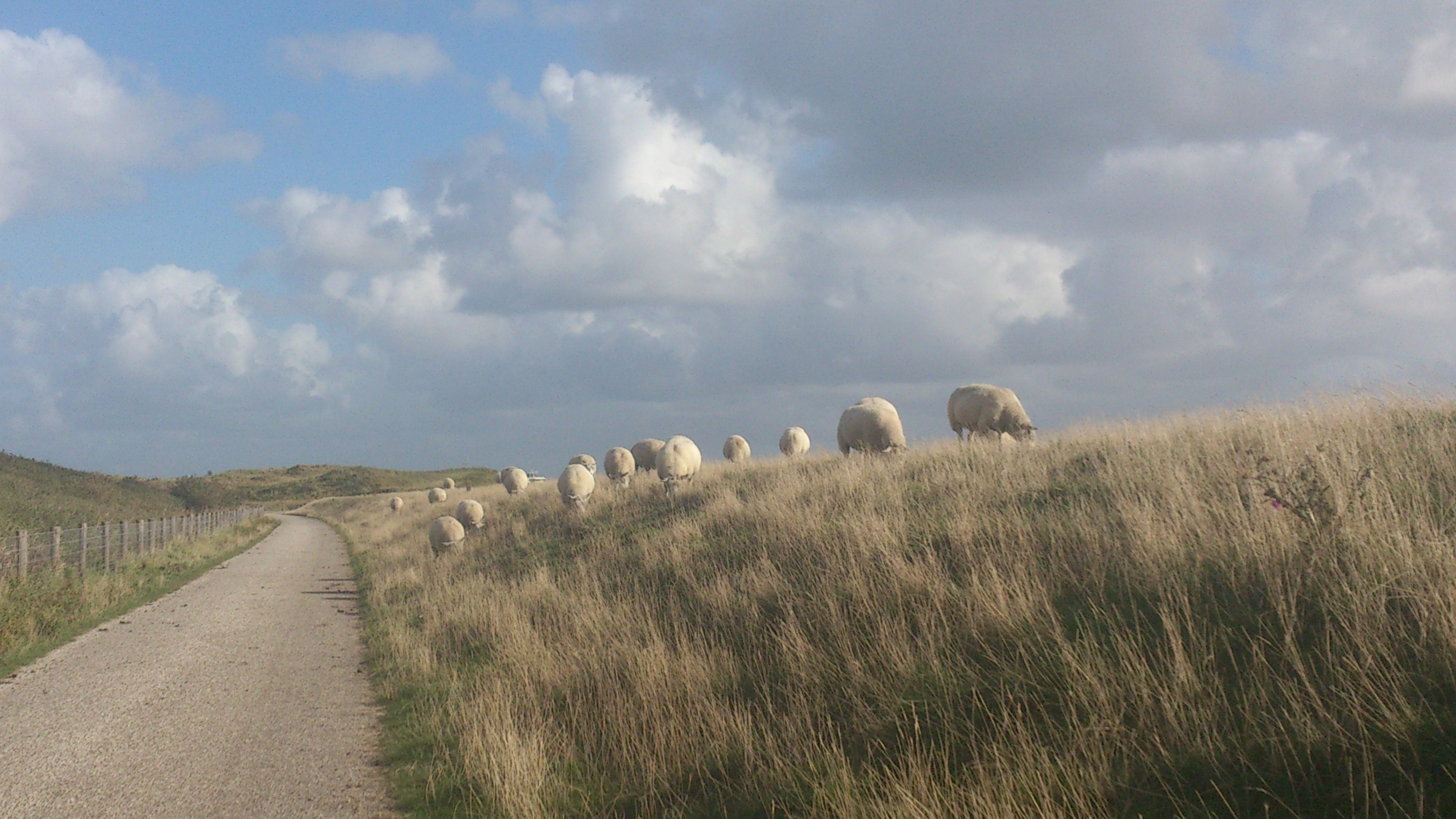
Duinen van Texel, schapen (Texelaars) op de dijk aan de Mok